# Charles Philip Fenwick
Charles Philip Fenwick, kanadski general in vojaški zdravnik, * 10. julij 1891, St. Johns, Nova Fundlandija in Labrador, Kanada, † 1954.
Fenwick je bil med drugo svetovno vojno pomočnik direktorja medicinskih služb 2. kanadske pehotne divizije (1940-43), namestnik direktorja medicinskih služb 2. kanadskega korpusa (1943) in 1. kanadske armade (1943-44) ter generalni direktor Medicinskih služb Kanadske kopenske vojske.